# Rio Verdugo
O rio Verdugo é um rio do noroeste da Península Ibérica que atravessa as províncias de Pontevedra e Orense, na Galiza, Espanha. A sua foz situa-se no município de Pontevedra na freguesia de Ponte Sampaio, no fundo da ria de Vigo.

## Percurso
O rio Verdugo nasce a 760 m de altura na aldeia de Cernadelo, situada na encosta do Outeiro Grande, no concelho de Forcarei.
A maior parte do seu percurso, 41 km, é através de vales profundos em forma de V.
Desagoa em Puente Sampayo, no município de Pontevedra, na ria de Vigo.
O seu principal afluente é o rio Oitavén, que se junta a ele pela esquerda, na Ponte Canal, e que tem um curso de extensão semelhante ao do Verdugo, desde a sua nascente até à sua confluência (32 quilómetros). Por isso, fala-se do sistema Verdugo-Oitavén, o curso comum é apenas de 7km, mas deve-se levar em conta que a vazão do Oitavén é maior.
O tamanho total da bacia é 323km² (177km² correspondem à bacia do Oitavén).  A vazão  do Verdugo na foz é de 17m³/s, o de Oitavén, antes da confluência, chega a 10,5m³/s.